# Marek Kamiński (biskup)
Marek Kamiński (ur. 13 listopada 1961 w Słupsku) – polski duchowny zielonoświątkowy, od roku 2008 biskup Kościoła Zielonoświątkowego w Polsce, doktor nauk teologicznych.

## Życiorys
W latach 1983–1989 studiował na Chrześcijańskiej Akademii Teologicznej w Warszawie. Pastor zboru w Koszalinie w latach 1990–2011. Inicjator i współzałożyciel międzynarodowej akcji o nazwie „Braterstwo Ponad Granicami”, krzewiącej współpracę Kościołów zielonoświątkowych na Białorusi, Litwie oraz w państwach zachodnich. W 2011 uzyskał w ChAT stopień doktora nauk teologicznych. Jest wykładowcą Wyższej Szkoły Teologiczno-Społecznej w Warszawie.
Ma żonę Ewę i dwóch synów (Beniamin, Noe). Ewa Kamińska jest doktorem nauk społecznych, pracuje na Uniwersytecie Warszawskim.

## Kariera duchownego
Od 2008 roku jest zwierzchnikiem Kościoła Zielonoświątkowego w Polsce. Na Synodzie w 2008 roku podczas wyborów prezbitera naczelnego Kościoła padło nań 129 głosów spośród 236 uprawionych (233 głosów ważnych). W 2016 roku został wybrany na trzecią kadencję, kontrkandydatem był Arkadiusz Kuczyński, który był nieobecny na Synodzie. Jako biskup dąży do umocnienia charyzmatycznego charakteru swego Kościoła.
W lutym 2014 roku udzielił poparcia dla demonstracji pokojowych na Majdanie.
Był jednym z organizatorów Festiwalu Nadziei w Warszawie 2014 roku. Do rady Festiwalu należeli obok niego przedstawiciele innych Kościołów protestanckich w Polsce, jak i przedstawiciel Kościoła katolickiego, ks. Roman Trzciński.
Od 15 stycznia 2015 roku jest członkiem zarządu Aliansu Ewangelicznego w RP. Od roku 2015 pełni funkcję wiceprzewodniczącego Pentecostal European Fellowship. Od roku 2022 pełni rolę przewodniczącego. 
We wrześniu 2015 roku opowiedział się za udzielaniem pomocy uchodźcom.

## Poglądy

Na Festiwalu Nadziei (2014)

W jego opinii pomysł na Zjednoczony Kościół Ewangeliczny powstał w gabinetach władzy państwowej. Zjednoczenie nie było zatem aktem dobrowolnym, ale stało się sposobem na przetrwanie w czasach totalitaryzmu.
W 2009 roku sprzeciwił się lustracji w oparciu o archiwa IPN-u, uznał, że bardziej wiarygodnym źródłem są świadectwa osób pokrzywdzonych albo świadków ich krzywd. Wskazał też na potrzebę okazania łaski grzesznikowi i przebaczenie, a historię winni badać historycy.
Krytykuje rozpowszechniony wśród współwyznawców pogląd, że przynależność do PRE prowadzi do rezygnacji ze swej doktryny. Jego zdaniem uczestniczenie w ruchu ekumenicznym jest korzystne dla każdego Kościoła i pozwala na budowanie partnerskich relacji. Przynależność do PRE podnosi prestiż Kościoła. Pomimo tego na żadnym synodzie KZ nie zgłaszał propozycji przystąpienia do PRE.
Jest zwolennikiem ordynacji kobiet, popiera kształcenie kadr kościelnych. Wraz z innymi przywódcami polskich Kościołów ewangelikalnych opowiedział się przeciwko deklaracji LGBT+ podpisanej przez prezydenta Warszawy Rafała Trzaskowskiego.

## O roli kobiet w Kościele
Za kadencji biskupa Kamińskiego zintensywniała się debata o roli kobiet w Kościele. W wywiadzie pod tytułem „Potrzebujemy wiosny w Kościele” opublikowanym na początku 2010 r. w czasopiśmie „Chrześcijanin”, organie prasowym Kościoła Zielonoświątkowego w Polsce, biskup Kościoła Marek Kamiński opowiedział się za usługiwaniem kobiet w funkcji przywódczej i kaznodziejskiej w Kościele. Na pierwsze pytanie zadane w wywiadzie, o czym marzy biskup, udzielił on odpowiedzi: "O tym, aby mój Kościół się zazielenił" (wydanie tego „Chrześcijanina” nosiło adekwatny do tego tytuł: „Niech się Kościół zazieleni”). Zapytany o zaspokojenie zapotrzebowania na nowych pastorów i kaznodziejów w zborach biskup odpowiedział: „Historia ruchu zielonoświątkowego mówi, że najlepszymi przywódcami są osoby, które zakładały zbór”. Po dopytaniu przez prowadzącego wywiad, czy biskup ma na myśli również kobiety, odpowiedział: „Tak. One też zapisały się w historii ruchu zielonoświątkowego w roli założycielek grup domowych, później przywódców lokalnych społeczności wierzących, a wreszcie pastorów i kaznodziejek”.

## Dzieła

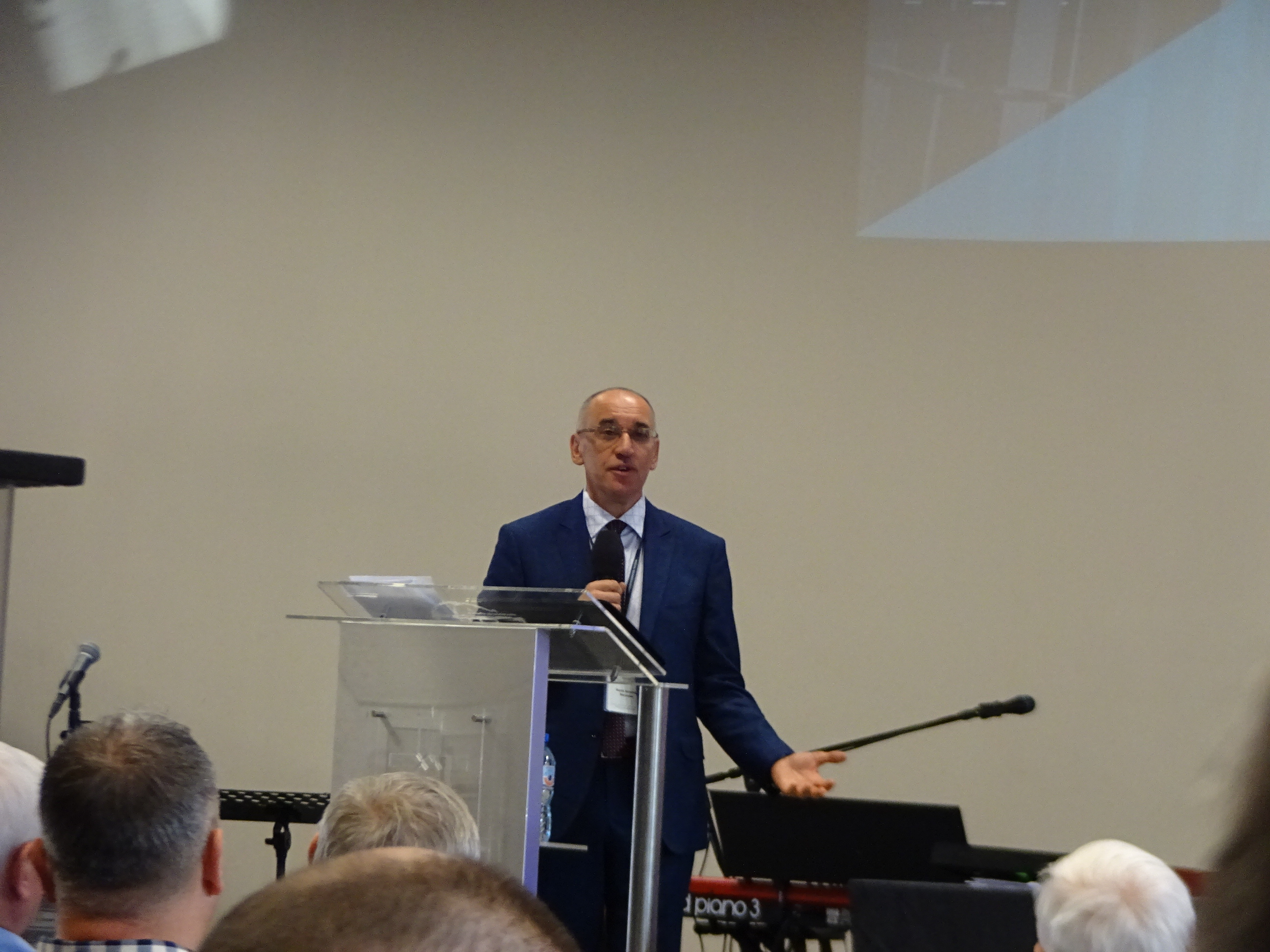
Na Synodzie KZ w 2018

- M. Kamiński: Zielonoświątkowcy w PRL po 1956 roku. W: Polski protestantyzm w czasach nazizmu i komunizmu. pod red. J. Kłaczkowa. Toruń: Adam Marszałek, 2009, s. 542–559. ISBN 978-83-7611-361-6.
- M. Kamiński: Kościół Zielonoświątkowy w Polsce w latach 1988–2008 : Studium historyczno-ustrojowe. Warszawa: Wydawnictwo Arka, 2012. ISBN 978-83-905704-8-8. Brak numerów stron w książce
- M. Kamiński. Czy problem pedofilii dotyczy polskich Kościołów ewangelikalnych? : próba przedstawienia stanu obecnego i postulatów. „Studia Theologica Pentecostalia”. T. 3, s. 79–86, 2015. ISSN 2300-729X.

Jest jednym z autorów 9. rozdziału „Central European Pentecostalism” w książce European Pentecostalism.